# Lotodes angustifolium
Lotodes angustifolium là một loài thực vật có hoa trong họ Đậu. Loài này được (L'Her. ex Aiton) Kuntze mô tả khoa học đầu tiên năm 1891.